# Ferdynand Solowski
Ferdynand Solowski (także Ferdynand Kijak-Solowski, ur. 17 listopada 1922 w Kalwarii Zebrzydowskiej, zm. 8 listopada 2016) – aktor teatralny i szopkarz krakowski. Występował w krakowskim teatrze „Bagatela”, wcześniejszym Młodego Widza (lata 1948–1956), Rozmaitości (lata 1958–1972) oraz dzisiejszym im. Boya-Żeleńskiego (1973–1982). Na scenie zadebiutował 20 września 1945 roku. 
Był laureatem I nagrody w konkursie szopek krakowskich w 1945 roku. 
Był też członkiem ZASP, kolekcjonerem i pasjonatem sztuki ludowej, członkiem Harcerskiego Kręgu Seniorów Kombatantów im. Seweryna Udzieli w Krakowie a ponadto członkiem zwyczajnym Związku Kombatantów Rzeczypospolitej Polskiej i Byłych Więźniów Politycznych.